# Деландр, Анри Александр
Анри Александр Деландр (фр. Henri Alexandre Deslandres; 1853—1948) — французский астроном.

## Биография
Родился в Париже, в 1874 окончил Политехническую школу в Париже. Работал в физических лабораториях Политехнической школы и Парижского университета, в 1889—1897 — в Парижской обсерватории, в 1897—1929 — в Медонской обсерватории (с 1908 — директор).
Основные труды в области физики Солнца и лабораторной спектроскопии молекул. В 1886—1891, изучая спектры молекул азота, циана, воды, пришел к выводу о наличии гармонических колебаний в молекулах и открыл два эмпирических закона, описывающих связи между волновыми числами отдельных линий внутри одной полосы и между волновыми числами различных полос одной системы. Эти законы носят имя Деландра; позднее они были объяснены в рамках квантовомеханической теории строения молекул. В последние годы жизни Деландр искал общую теоретическую интерпретацию молекулярных спектров, которая бы не основывалась на квантовой механике. Выполнил разносторонние исследования Солнца. Независимо от Дж. Э. Хейла изобрел в 1891 спектрогелиограф — прибор, позволяющий получать изображение диска Солнца в монохроматических лучах. Открыл (также независимо от Хейла) центральные обращения в линиях H и K иона кальция в солнечном спектре. В дискуссиях по многим вопросам солнечной физики, проходивших в начале XX в., Деландр стоял на правильных позициях, считая, что солнечная активность имеет электромагнитную природу. Неоднократно высказывал предположение о существовании радиоизлучения Солнца, хотя первые грубые эксперименты Ш. Нордмана в 1902 не обнаружили его (оно впервые наблюдалось лишь в 1942).
Член Парижской АН (1902), её президент в 1920, иностранный член-корреспондент Петербургской АН (1914), иностранный член Лондонского королевского общества (1921), член многих академий наук и научных обществ.
Золотая медаль Королевского астрономического общества (1913), медаль Генри Дрейпера (1913), медаль Брюс Тихоокоеанского астрономического общества (1921).
В его честь назван кратер на Луне и астероид № 11763.